# Палац Журовських (Лісоводи)

## Історія
Лісоводи початково належали Гербуртам. В 1675 Зузанна з Гербуртів одружилася з Франциском Стадніцьким і таким чином Лисоводи перейшли до Стадніцьких. Будівником був Людвік Раціборовський — маршалок шляхти Кам'янецького повіту. Людвік був одружений двічі, спочатку з Анною Грабянкою, а пізніше з Олександрою Бростовською, з якою мав дві доньки та одного сина.

## Архітектура
Палац був збудований наприкінці 18 ст. Це був двоповерховий будинок з ґанком. Ґанок підпирали чотири колони, які увінчував трикутний причілок. Палац був покритий високим гладким чотирьохспадовим гонтовим дахом. Тильна сторона, яка виходила на парк, була вищою від фронтальної, так як вона була на високому підмурку, зверху якого розташована була обширна тераса. Посередині тильної сторони був тригранний ризаліт.

## Інтер'єр
Про його інтер'єри відомо мало: всі репрезентаційні приміщення були досить великі, підлога була паркетна, отоплювалася будівля камінами і п'єцами. Праворуч від холу розміщувалася бібліотека, далі були спальня та вбиральня. Ліворуч - малий салон і ще одна спальня. Великий салон був в плані восьмибічним, з дубовим паркетом і білі стіни. Далі розташовувались житлові кімнати господарів палацу, а з іншого боку - велика їдальня. В північно-східному крилі була лише велика бальна зала.
Палац знаходиться в занедбаному стані на території училища в Лісоводах.
Був тут також кришталевий келих, подарований польським королем Станіславом Августом київському воєводі Юзефу Стемпковському, золотий кубок авторства данцігського майстра Й.Г.Шляубітца - це все дісталося у спадщину Цецилії Журовській. В 1987 р. келих було подаровано музею у польському місті Ясна Гура. Кубок зараз в Оттаві, у спадкоємців Журовських.
На початку XX ст. життя родини Журовських перемістилося в Маків, у Лісоводи наїжджали лише час від часу.